# クロウリハムシ
クロウリハムシ（学名: Aulacophora nigripennis）はハムシ科の甲虫の1つ。ウリハムシに似て、前翅が黒い。様々な植物の葉を食べるが、害虫としては重要ではない。

## 特徴
体長6 - 7ミリメートルの昆虫。全体に黒く、頭部、前胸部、腹部が黄色い。さらに細かくは小楯板と上唇も黒で、触角は体長の半分程度の長さとなり、基部の2 - 3節と先端の3 - 4節はやや色が淡い。前胸背は横に長い矩形をしており、全体に点刻はなくて滑らかだが中央よりやや後方に1本の横溝があり、両端は縁に届いている。小楯板は三角で滑らか、前翅は全体にやや密に小さな点刻があり、小楯板の後方で両側の前翅にまたがって伸びる横長のくぼみがある。
幼虫は終齢で体長8 - 9ミリメートル、全体に黄白色で頭部、附属肢、尾節板は淡褐色、固いキチン板の部分もあまり固くない。蛹は体長7 - 8ミリメートルで触角の後方に褐色の斑紋があり、最後尾の節にある突起は弱く内側に曲がっている。

## 生態など
梅谷、岡田編(2003)では詳細な研究はされていないとしつつ以下のようにしている。ウリハムシと同様に成虫越冬と考えられる。成虫は4月ごろから出現し、出現期間は長い。幼虫は地下で植物の根を食べているものと思われる。年1化と推定されているが、2化発生している可能性もあるといわれる。木元、滝沢(1994)では神奈川の低地でとの指定のもと、以下のように示している。成虫は4月下旬から11月中旬まで見られ、成虫で越冬し、越冬成虫は5 - 6月に産卵する。産卵から蛹化までは1箇月かかり、11月には成虫が集団越冬に入る。年1化性である。

## 分布
本州以南の日本各地と、それにシベリア東部、朝鮮、中国、台湾に分布する。

## 類似種など
同属のヒメクロウリハムシ（学名: Aulacophora lewisii）もウリ類、特にヘチマの花を食害する。本種より多少小型で、特に本種の触角や歩脚が黒いのに対して、この種では赤褐色であることで判別できる。

## 利害
様々の植物の葉を食べる。特にウリ類の害虫として知られ、中でもヘチマの花をよく食害するが、ウリハムシほどには数が多くなく、害虫としての重要性はずっと低い。他にダイズやフジ、カーネーションなどの葉を食べ、若葉に穴を開けるように食害し、新葉を枯らすこともある。特にカーネーションでは大発生して全園に影響が出た事例が知られ、伊豆地方の山寄りの栽培園で被害が報じられている。

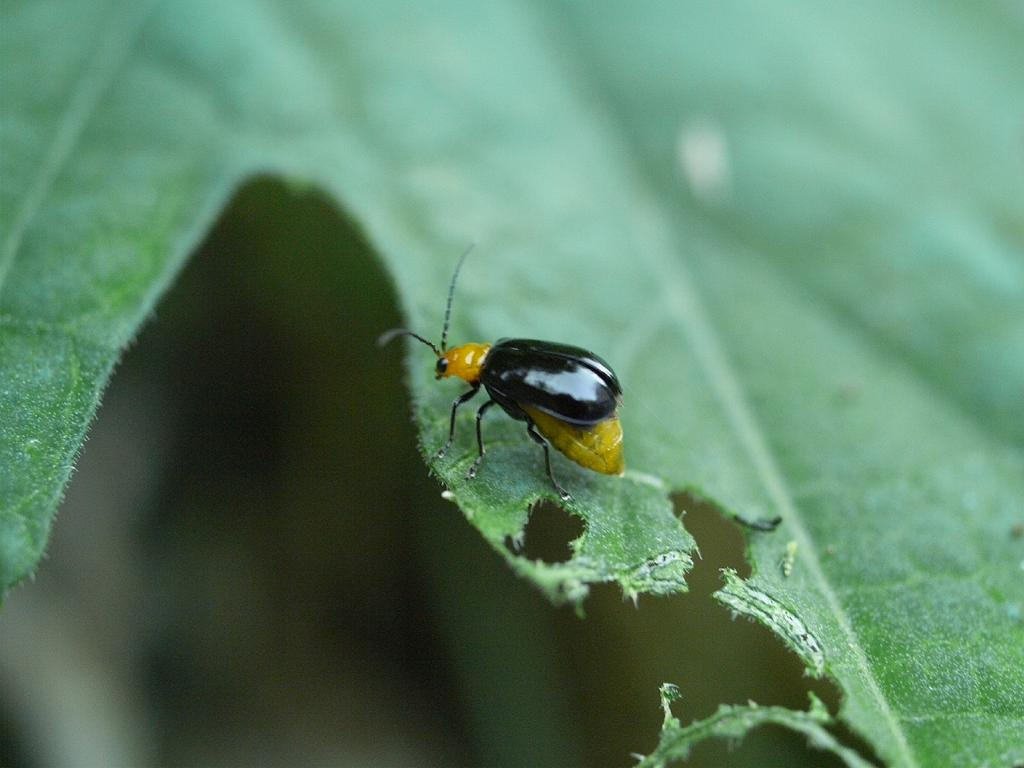
葉の食痕
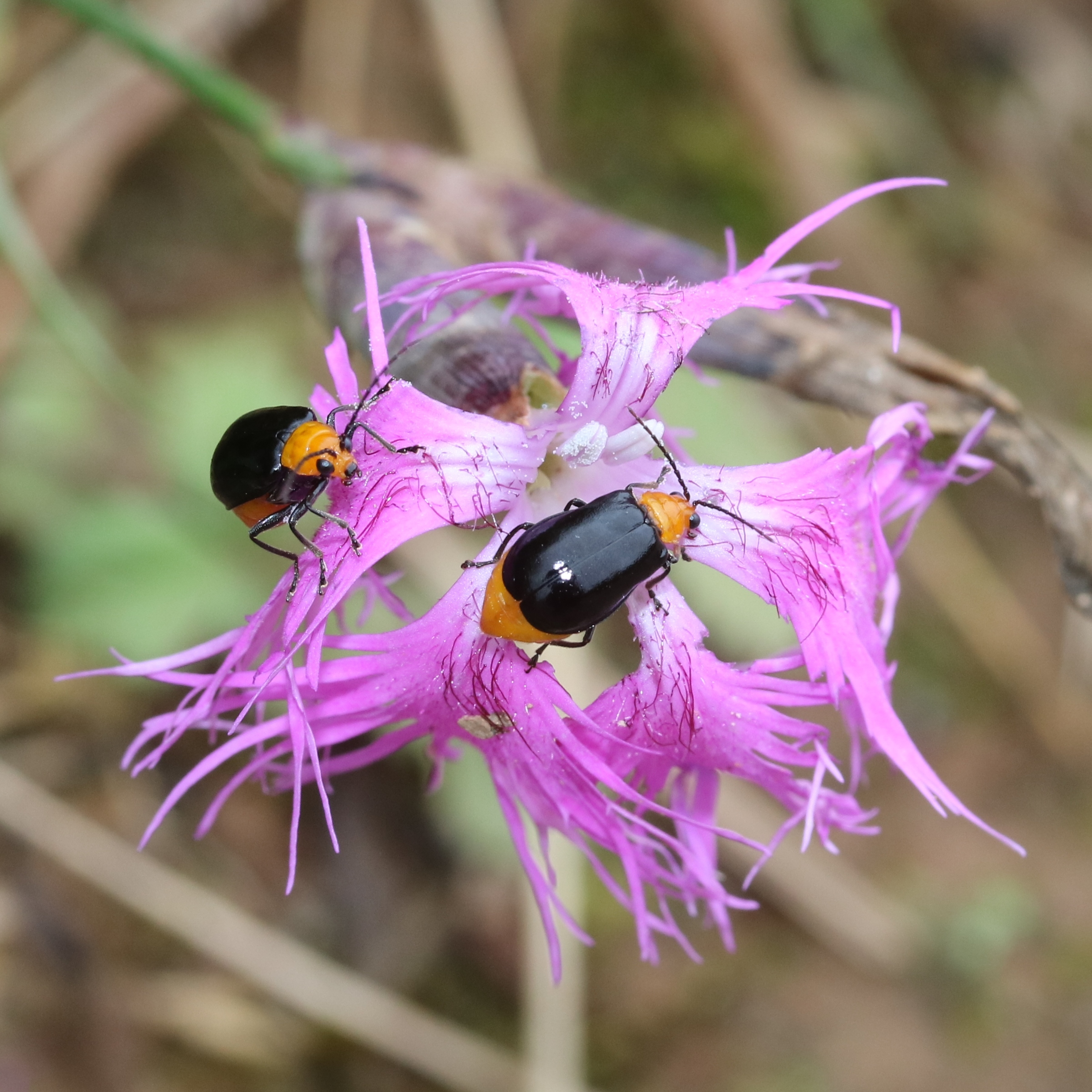
カワラナデシコ（カーネーションと同属）の花を喰っている様子
- クロウリハムシが飛び去る